# Rhyacia thianschanica
Rhyacia thianschanica là một loài bướm đêm trong họ Noctuidae.